# 重庆工业博物馆
重庆工业博物馆（英語：Chongqing Industrial Museum）是一座位于中国重庆市的工业主题博物馆。是重庆工业文化博览园组成部分之一。

## 历史
2019年9月28日建成开馆，位于重庆大渡口区李子林。是原重庆钢铁集团工厂所在地，2000年代工厂因环境原因从主城区搬迁至长寿区，剩余工业遗存基础上建立重庆工业文化博览园。主要展馆面积8,000平方米，展示从1891年重庆开埠至今的百余年工业历史，馆藏有一台1905年英国生产的8000匹马力双缸卧式蒸汽机。

## 荣誉
2019年5月获得第十七届全国博物馆十大陈列展览精品奖。

## 营业时间
- 周二至周日：上午九点至下午五点
- 周一闭馆

## 图集

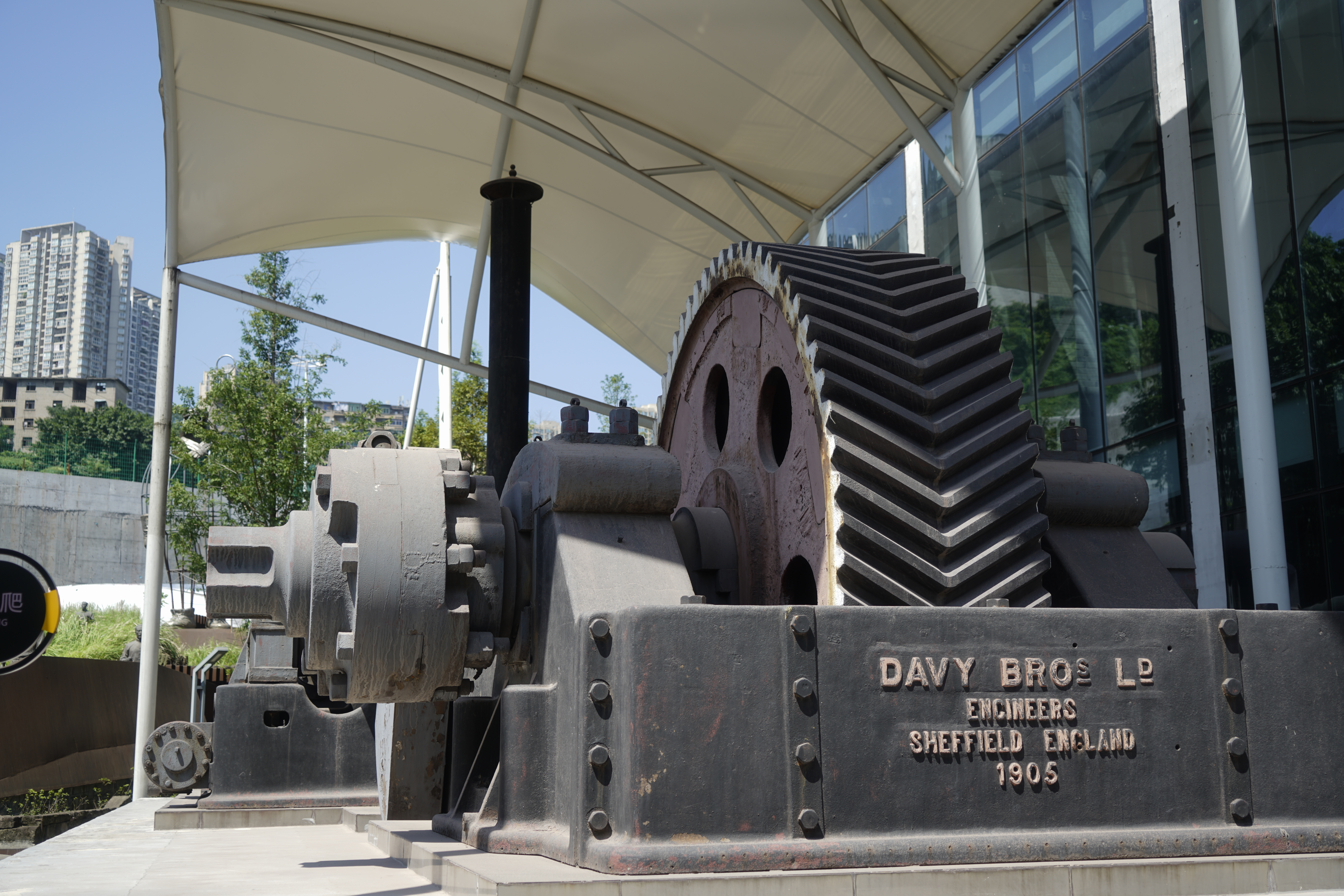
镇馆之宝：八千马力双缸卧式蒸汽原动机
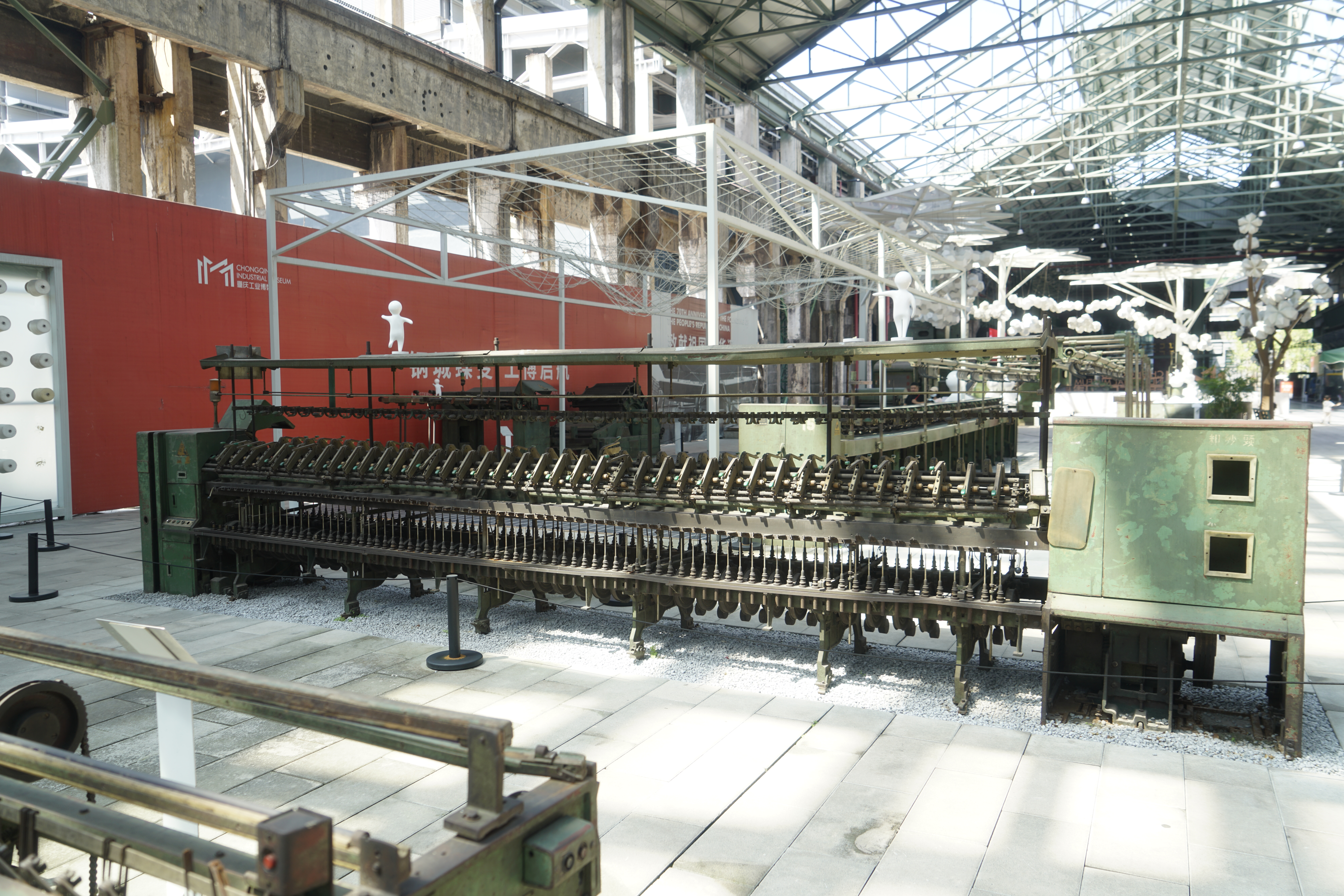
国产纺织机械（近代）
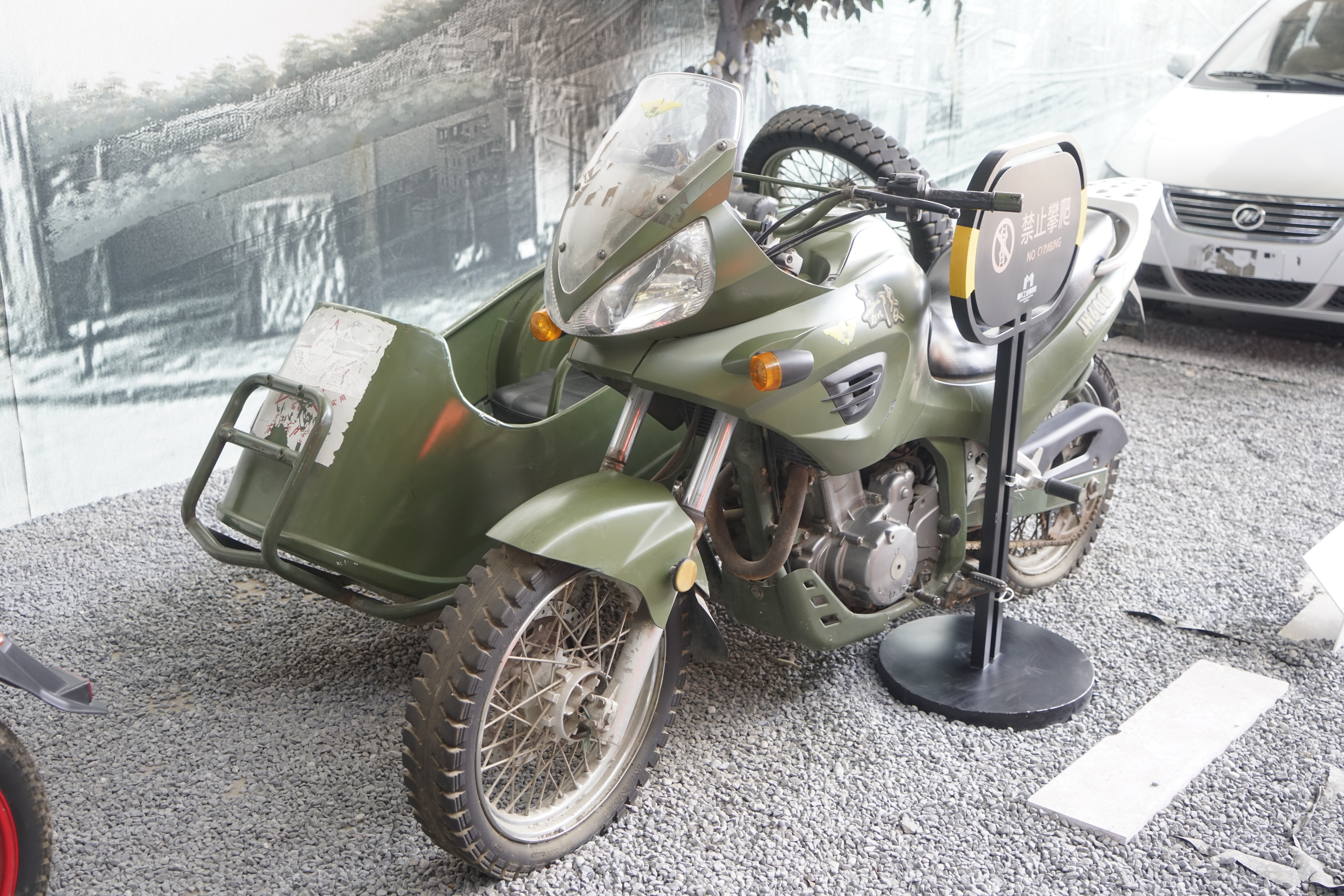
嘉陵JH600B-A摩托车
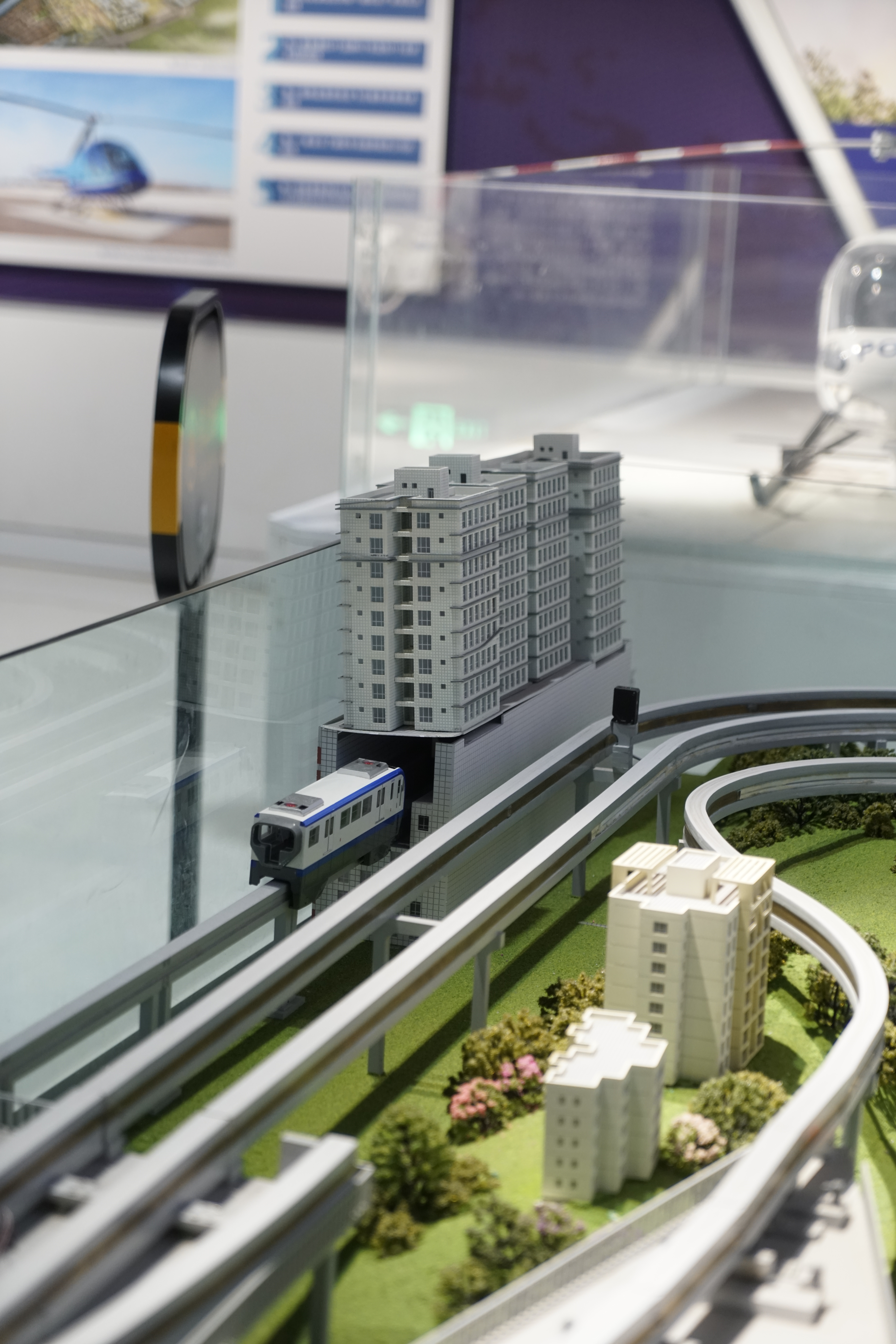
重庆轨道交通2号线李子坝站模型